# 히트맨 (2023년 영화)
《히트맨》(영어: Hit Man)은 2023년 제작된 미국의 로맨틱 범죄 코미디 영화이다. 리처드 링클레이터가 감독과 공동 각본을 맡았다. 2023년 9월 5일 제80회 베네치아 국제 영화제에서 전 세계 최초로 공개됐다. 2024년 5월 24일 미국에서 일부 극장에서 개봉되었고, 6월 7일 넷플릭스에서 스트리밍으로 첫 선을 보이며 비평가들의 호평을 받았다.

## 줄거리
뉴올리언스 대학교 심리학 및 철학 교수인 게리 존슨은 뉴올리언스 경찰서의 함정 수사를 돕는 일을 겸직하고 있다. 폭력적인 성향으로 인해 함정 수사에서 가짜 청부 살인 업자 역할을 하던 형사 재스퍼가 정직되자, 게리는 마지못해 그 자리를 대신하게 된다.
게리는 뛰어난 수완으로 의뢰인들을 끌어모으고, 각 인물에 맞춰 다른 청부 살인 업자 페르소나를 만들어낸다. 특히 남편에게 학대받는 매디슨이라는 여성을 만나게 되는데, 게리는 그녀에게 '론'이라는 자신감 넘치는 매력적인 인물로 다가간다. 그는 매디슨에게 연민을 느끼고 끌리게 되자 청부 살인 의뢰를 거절하고 돈을 돌려주며 새 삶을 시작하라고 제안한다. 이 일로 게리는 동료들에게 실망을 안긴다.
게리는 매디슨에게 자신의 진짜 신분을 숨긴 채 성적인 관계를 시작한다. 청부 살인 업자 행세를 유지하기 위해 매디슨에게 총 사용법을 알려주고, 남편과 갈등을 겪던 중 총을 꺼내 위협하기도 한다. 어느 날 밤 둘은 매디슨의 남편 레이와 마주치고, 분노한 레이는 매디슨을 죽이려고 하필 게리에게 연락을 하게 된다. 게리가 일전에 마주친 매디슨의 남자친구라는 걸 알아본 레이는 도망을 치면서 본인이 직접 매디슨을 죽이겠다고 선언한다.
게리는 매디슨에게 이 사실을 알리고 그녀를 피신시키려 하지만, 매디슨은 이를 대수롭지 않게 여긴다. 이후 레이가 심장을 총에 맞아 살해당했다는 것을 알게 된 게리는 매디슨을 추궁하고, 결국 그녀는 살인을 인정한다. 게리는 충격에 빠져 자신의 정체를 밝히지만, 매디슨에게 쫓겨난다.
경찰은 매디슨에게 살인 혐의가 있음을 시사하는 증거를 확보하고, 자신의 자리를 차지한 게리를 향한 질투심에 눈이 먼 재스퍼는 게리에게 '론'의 모습으로 매디슨의 자백을 받아내라고 요구한다. 게리는 매디슨과 짜고 연기를 하며 매디슨을 취조하는 척하고, 이 덕분에 오히려 그녀는 무죄 판결을 받게 된다. 하지만 재스퍼는 매디슨이 남편 사망으로 얻은 보험금을 노리고 게리와 매디슨을 협박하며 돈을 요구한다. 매디슨은 재스퍼에게 약을 먹여 기절시키고, 게리는 재스퍼의 머리에 비닐 봉지를 씌워 자살로 위장한다.
몇 년 후 두 아이를 두고 행복한 가정을 꾸린 게리와 매디슨의 모습이 보인다.

## 출연
- 글렌 파월 - 게리 존슨 역
- 아드리아 아르호나 - 매디슨 "매디" 피거로아 매스터스 역
- 오스틴 어밀리오 - 재스퍼 역
- 레타 - 클로뎃 역
- 산제이 라오 - 필 역
- 몰리 버나드 - 얼리샤 역
- 에번 홀츠먼 - 레이 역
- 마이크 마코프 - 크레이그 역